# Gede
Gede este un oraș din Kenya. Aici se află Ruinele Gedi.